# Чемпіонат світу з футболу 2018 (кваліфікаційний раунд, УЄФА, група I)
Кваліфікаційний раунд чемпіонату світу з футболу 2018 в зоні УЄФА у групі I визначить учасника ЧС-2018 у Росії від УЄФА.
Після жеребкування, яке відбулося 25 липня 2015 року у Санкт-Петербурзі, до групи I потрапили 5 збірних. Однак, після прийняття конгресом ФІФА до організації футбольних федерацій Косова та Гібралтару їм обом було надане право для участі у відборі до Чемпіонату світу 2018 року. У свою чергу УЄФА ухвалила рішення про розведення збірних Боснії і Герцеговини та Косова у відборі з міркувань безпеки, через що збірна Косова потрапила до групи I, а збірна Гібралтару — до групи H.

## Турнірна таблиця
| М  | Команда   | І  | В | Н | П | МЗ | МП | РМ  | О  |
| -- | --------- | -- | - | - | - | -- | -- | --- | -- |
| 1. | Ісландія  | 10 | 7 | 1 | 2 | 16 | 7  | +9  | 22 |
| 2. | Хорватія  | 10 | 6 | 2 | 2 | 15 | 4  | +11 | 20 |
| 3. | Україна   | 10 | 5 | 2 | 3 | 13 | 9  | +4  | 17 |
| 4. | Туреччина | 10 | 4 | 3 | 3 | 14 | 13 | +1  | 15 |
| 5. | Фінляндія | 10 | 2 | 3 | 5 | 9  | 13 | −4  | 9  |
| 6. | Косово    | 10 | 0 | 1 | 9 | 3  | 24 | −21 | 1  |

## Розклад матчів

### 1 тур
| 5 вересня 2016 20:45 (20:45 UTC+2) |

| Хорватія           | 1 – 1       | Туреччина        |
| ------------------ | ----------- | ---------------- |
| Ракитич 44' (пен.) | Звіт(англ.) | Чалханоглу 45+3' |

| «Максимір», Загреб Глядачів: 0 Арбітр: Шимон Марциняк (Польща) |

| 5 вересня 2016 20:45 (21:45 UTC+3) |

| Фінляндія  | 1 – 1       | Косово            |
| ---------- | ----------- | ----------------- |
| Араюрі 18' | Звіт(англ.) | Беріша 61' (пен.) |

| «Верітас», Турку Глядачів: 7,571 Арбітр: Іван Кружляк (Словаччина) |

| 5 вересня 2016 20:45 (21:45 UTC+3) |

| Україна       | 1 – 1       | Ісландія       |
| ------------- | ----------- | -------------- |
| Ярмоленко 41' | Звіт(англ.) | Фіннбогасон 5' |

| НСК «Олімпійський», Київ Глядачів: 0 Арбітр: Клеман Тюрпен (Франція) |

### 2 тур
| 6 жовтня 2016 20:45 (18:45 UTC+0) |

| Ісландія                                          | 3 – 2       | Фінляндія         |
| ------------------------------------------------- | ----------- | ----------------- |
| Арнасон 37' Фіннбогасон 90+1' Р. Сігурдссон 90+6' | Звіт(англ.) | Пуккі 21' Лод 39' |

| Лаугардалсволлур, Рейк'явік Глядачів: 9,548 Арбітр: Свен Оддвар Моен (Норвегія) |

| 6 жовтня 2016 20:45 (20:45 UTC+2) |

| Косово | 0 – 6       | Хорватія                                                        |
| ------ | ----------- | --------------------------------------------------------------- |
|        | Звіт(англ.) | Манджукич 6', 24', 35' Мітрович 68' Перишич 83' Н.Калинич 90+2' |

| Лоро Борічі, Шкодер (Албанія) Глядачів: 14,612 Арбітр: Давід Фернандес Борбалан (Іспанія) |

| 6 жовтня 2016 20:45 (21:45 UTC+3) |

| Туреччина                         | 2 – 2       | Україна                          |
| --------------------------------- | ----------- | -------------------------------- |
| Туфан 45+1' Чалханоглу 81' (пен.) | Звіт(англ.) | Ярмоленко 24' (пен.) Кравець 27' |

| Торку Арена, Конья Глядачів: 36,714 Арбітр: Мануель Грефе (Німеччина) |

### 3 тур
| 9 жовтня 2016 18:00 (19:00 UTC+3) |

| Фінляндія | 0 – 1       | Хорватія      |
| --------- | ----------- | ------------- |
|           | Звіт(англ.) | Манджукич 18' |

| Ратіна, Тампере Глядачів: 15,567 Арбітр: Рудді Буке (Франція) |

| 9 жовтня 2016 20:45 (18:45 UTC+0) |

| Ісландія                        | 2 – 0       | Туреччина |
| ------------------------------- | ----------- | --------- |
| Топрак 42' (аг) Фіннбогасон 44' | Звіт(англ.) |           |

| Лаугардалсволлур, Рейк'явік Глядачів: 9,775 Арбітр: Марк Клаттенбург (Англія) |

| 9 жовтня 2016 18:00 (19:00 UTC+3) |

| Україна                              | 3 – 0       | Косово |
| ------------------------------------ | ----------- | ------ |
| Кравець 31' Ярмоленко 81' Ротань 87' | Звіт(англ.) |        |

| Стадіон «Краковія» імені Юзефа Пілсудського, Краків, Польща Глядачів: 999 Арбітр: Кевін Блом (Нідерланди) |

### 4 тур
| 12 листопада 2016 18:00 (18:00 UTC+1) |

| Хорватія            | 2 – 0       | Ісландія |
| ------------------- | ----------- | -------- |
| Брозович 15', 90+1' | Звіт(англ.) |          |

| Максимір, Загреб Глядачів: 0 Арбітр: Джанлука Роккі (Італія) |

| 12 листопада 2016 20:45 (19:00 UTC+2) |

| Туреччина         | 2 – 0       | Косово |
| ----------------- | ----------- | ------ |
| Їлмаз 51' Шен 55' | Звіт(англ.) |        |

| Анталья Арена, Анталья Глядачів: 26,555 Арбітр: Тамаш Богнар (Угорщина) |

| 12 листопада 2016 20:45 (21:45 UTC+2) |

| Україна     | 1 – 0       | Фінляндія |
| ----------- | ----------- | --------- |
| Кравець 25' | Звіт(англ.) |           |

| Чорноморець, Одеса Глядачів: 26,482 Арбітр: Жорже Соуза (Португалія) |

### 5 тур
| 24 березня 2017 20:45 (20:45 UTC+1) |

| Хорватія    | 1 – 0                   | Україна |
| ----------- | ----------------------- | ------- |
| Калинич 38' | Звіт (FIFA) Звіт (UEFA) |         |

| Максимір, Загреб Глядачів: 27,351 Арбітр: Антоніо Матео Лаос (Іспанія) |

| 24 березня 2017 20:45 (20:45 UTC+1) |

| Косово    | 1 – 2       | Ісландія                              |
| --------- | ----------- | ------------------------------------- |
| Нухіу 52' | Звіт (UEFA) | Сігурдарсон 25' Сігурдссон 35' (пен.) |

| Лоро Борічі, Шкодер Глядачів: 6,832 Арбітр: Артур Соареш Діаш (Португалія) |

| 24 березня 2017 20:45 (21:45 UTC+2) |

| Туреччина     | 2 – 0                   | Фінляндія |
| ------------- | ----------------------- | --------- |
| Тосун 9', 13' | Звіт (FIFA) Звіт (UEFA) |           |

| Анталья Арена, Анталья Глядачів: 28,990 Арбітр: Хесус Хіль Мансано (Іспанія) |

### 6 тур
| 11 червня 2017 18:00 (19:00 UTC+3) |

| Фінляндія      | 1 – 2                   | Україна                    |
| -------------- | ----------------------- | -------------------------- |
| Пог'янпало 72' | Звіт (FIFA) Звіт (UEFA) | Коноплянка 51' Бєсєдін 75' |

| Ратіна, Тампере Арбітр: Алон Єфет (Ізраїль) |

| 11 червня 2017 20:45 (18:45 UTC±0) |

| Ісландія      | 1 – 0                   | Хорватія |
| ------------- | ----------------------- | -------- |
| Магнуссон 90' | Звіт (FIFA) Звіт (UEFA) |          |

| Лаугардалсволлур, Рейк'явік Арбітр: Альберто Ундіано Мальєнко (Іспанія) |

| 11 червня 2017 20:45 (20:45 UTC+2) |

| Косово       | 1 – 4                   | Туреччина                            |
| ------------ | ----------------------- | ------------------------------------ |
| Ррахмані 22' | Звіт (FIFA) Звіт (UEFA) | Шен 7' Юндер 31' Їлмаз 61' Туфан 82' |

| Лоро Борічі, Шкодер Арбітр: Мирослав Зелінка (Чехія) |

### 7 тур
| 2 вересня 2017 20:45 (20:45 UTC+2) |

| Хорватія | 1 - 0       | Косово |
| -------- | ----------- | ------ |
| Віда 74' | Звіт (UEFA) |        |

| Максимір, Загреб Глядачів: 6,839 Арбітр: Стефан Юганнесон (Швеція) |

| 2 вересня 2017 18:00 (19:00 UTC+3) |

| Фінляндія | 1 - 0                   | Ісландія |
| --------- | ----------------------- | -------- |
| Рінг 8'   | Звіт (FIFA) Звіт (UEFA) |          |

| Тампере, Тампере Глядачів: 15,835 Арбітр: Павел Краловець (Чехія) |

| 2 вересня 2017 20:45 (21:45 UTC+3) |

| Україна            | 2 - 0                   | Туреччина |
| ------------------ | ----------------------- | --------- |
| Ярмоленко 18', 42' | Звіт (FIFA) Звіт (UEFA) |           |

| «Металіст», Харків Глядачів: 36,796 Арбітр: Давід Фернандес Борбалан (Іспанія) |

### 8 тур
| 5 вересня 2017 20:45 (18:45 UTC±0) |

| Ісландія            | 2-0                     | Україна |
| ------------------- | ----------------------- | ------- |
| Сігурдссон 47', 66' | Звіт (FIFA) Звіт (UEFA) |         |

| Лаугардалсволлур, Рейк'явік Глядачів: 9,769 Арбітр: Вільям Каллам (Шотландія) |

| 5 вересня 2017 20:45 (20:45 UTC+2) |

| Косово | 0–1         | Фінляндія |
| ------ | ----------- | --------- |
|        | Звіт (FIFA) | Пуккі 83' |

| Лоро Борічі, Шкодер Глядачів: 2,446 Арбітр: Мануель Шюттенгрубер (Австрія) |

| 5 вересня 2017 20:45 (21:45 UTC+3) |

| Туреччина | 1–0                     | Хорватія |
| --------- | ----------------------- | -------- |
| Тосун 75' | Звіт (FIFA) Звіт (UEFA) |          |

| Єні Ескішехір Стадіум, Ескішехір Глядачів: 28,600 Арбітр: Віктор Кашшаї (Угорщина) |

### 9 тур
| 6 жовтня 2017 20:45 (20:45 UTC+2) |

| Хорватія      | 1-1                     | Фінляндія |
| ------------- | ----------------------- | --------- |
| Манджукич 57' | Звіт (FIFA) Звіт (UEFA) | Соірі 90' |

| Руєвіца, Рієка Глядачів: 7,578 Арбітр: Даніель Штефанський (Польща) |

| 6 жовтня 2017 20:45 (20:45 UTC+2) |

| Косово | 0-2         | Україна                         |
| ------ | ----------- | ------------------------------- |
|        | Звіт (UEFA) | Пачарада 60' (аг) Ярмоленко 87' |

| Лоро Борічі, Шкодер Глядачів: 1,261 Арбітр: Крейг Поусон (Англія) |

| 6 жовтня 2017 20:45 (21:45 UTC+3) |

| Туреччина | 0-3                     | Ісландія                                  |
| --------- | ----------------------- | ----------------------------------------- |
|           | Звіт (FIFA) Звіт (UEFA) | Гудмундссон 32' Б'ярнасон 39' Арнасон 50' |

| Єні Ескішехір Стадіум, Ескішехір Глядачів: 30,390 Арбітр: Шимон Марциняк (Польща) |

### 10 тур
| 9 жовтня 2017 20:45 (21:45 UTC+3) |

| Фінляндія                 | 2–2                     | Туреччина      |
| ------------------------- | ----------------------- | -------------- |
| Араюрі 76' Пог'янпало 88' | Звіт (FIFA) Звіт (UEFA) | Тосун 57', 83' |

| Верітас, Турку Глядачів: 6,612 Арбітр: Бенуа Бастьєн (Франція) |

| 9 жовтня 2017 20:45 (20:45 UTC+2) |

| Ісландія                       | 2–0         | Косово |
| ------------------------------ | ----------- | ------ |
| Сігурдссон 40' Гудмундссон 68' | Звіт (UEFA) |        |

| Лаугардалсволлур, Рейк'явік Глядачів: 9,775 Арбітр: Гаральд Лехнер (Австрія) |

| 9 жовтня 2017 20:45 (21:45 UTC+3) |

| Україна | 0–2                     | Хорватія          |
| ------- | ----------------------- | ----------------- |
|         | Звіт (FIFA) Звіт (UEFA) | Крамарич 62', 70' |

| НСК «Олімпійський», Київ Глядачів: 60,200 Арбітр: Фелікс Брих (Німеччина) |

## Бомбардири
6 голів
- Андрій Ярмоленко

5 голів
- Маріо Манджукич
- Дженк Тосун